# Теорема про нескінченну мавпу

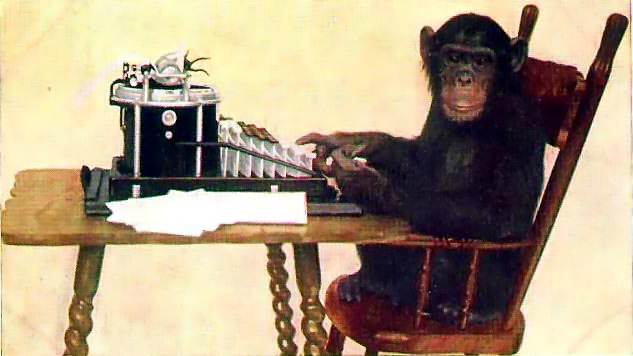
Гіпотетичне шимпанзе, що клацає випадковими клавішами, маючи достатньо часу, майже завжди напише цю статтю, як частину свого твору

Теорема про нескінченних мавп (в одному з численних варіантів формулювання) стверджує, що серед абстрактних мавп, що випадковим чином натискають клавіші друкарських машинок завжди знайдеться одна, що надрукує заданий текст. Наприклад цю статтю. Чи «Лісову пісню» Лесі Українки.
Теорема про нескінченну мавпу стверджує про те, що мавпа може бути і одна, якщо вона буде займатися цим достатньо довго, то рано чи пізно в неї вийде.
Словосполучення «рано чи пізно» з погляду теорії ймовірностей означає, що імовірність даної події прямує до одиниці, коли час прямує до нескінченності, під «мавпою» розуміють абстрактний пристрій, що породжує випадкову послідовність елементів використовуваного алфавіту.
Теорема розкриває неточності в інтуїтивному представленні про нескінченність як про велике, але обмежене число. Імовірність того, що мавпа випадковим чином надрукує таку складну роботу, як драма Шекспіра «Гамлет», настільки мала, що це навряд чи відбулося б протягом терміну, що пройшов з моменту зародження Всесвіту. Однак протягом необмежено довгого проміжку часу ця подія неодмінно відбудеться (за умови, що мавпа не помре від старості чи голоду, а друкарська машинка не зламається).
Якщо перенести дані міркування в доступний для огляду масштаб, то теорема буде стверджувати, що якщо протягом тривалого часу випадковим чином стукати по клавіатурі, то серед тексту, що набирається, будуть виникати осмислені слова, словосполучення і навіть речення. У деяких формулюваннях теореми одна мавпа заміняється декількома чи навіть нескінченним їхнім числом, а текст варіюється від змісту цілої бібліотеки до окремого речення. Передісторія теореми бере свій початок із праць Аристотеля («Про виникнення і знищення») і Цицерона («Про природу богів»), зв'язані з нею ідеї зустрічаються в роботах Блеза Паскаля і творах Джонатана Свіфта, а також деяких наших сучасників. На початку XX ст. Еміль Борель і Артур Едінгтон використовували теорему для вказання часових масштабів, у яких починають діяти закони статистичної механіки. Багато християнських апологетів з однієї сторони, і Річард Докінз з іншої, сперечаються про те, який вплив чинить теорема про нескінченних мавп на ідею еволюції.
Теорема, щиро кажучи, тривіальна і не має особливого наукового значення, її популярність у масах викликана видимою парадоксальністю. Інтерес до теореми підтриманий у літературі, телебаченні, радіо, музиці й Інтернеті. У 2003 р. експеримент з перевірки теореми в напівжартівливій формі був проведений у реальності, у ньому брало участь шість макак. Однак, їхній літературний внесок склав лише п'ять сторінок тексту, що містить найчастіше букву S.

## Обґрунтування

### Теоретичне пояснення
Відповідно до теореми про множення ймовірностей, якщо дві події статистично незалежні, тобто результат однієї події не впливає на результат іншої, то імовірність настання обох подій разом дорівнює добутку імовірностей цих подій. Наприклад, якщо імовірність випадання певного числа на верхній грані грального кубика дорівнює 1/6, а шанс виграшу в рулетці з подвійним зеро — 1/38, то ймовірність виграшу у двох іграх разом дорівнює: 1/6 • 1/38 = 1/228.
Тепер припустимо, що друкарська машинка має 50 клавіш, а слово, що має бути надруковане — «банан». Якщо вдаряти по клавішах випадковим чином, імовірність того, що першим надрукованим символом буде буква «б», дорівнює 1/50; така ж імовірність того, що другим надрукованим символом буде «а», і так далі. Ці події незалежні; таким чином, імовірність того, що перші п'ять букв складуть слово «банан», дорівнює (1/50)5. За тією ж причиною імовірність того, що наступні 5 букв знову виявляться словом «банан», також дорівнює (1/50)5, і так далі.
Нескладно обчислити імовірність того, що блок з 5 випадковим чином надрукованих букв не виявиться словом «банан». Вона дорівнює 1 — (1/50)5. Оскільки кожен блок друкується незалежно, імовірність того, що жоден з перших n блоків по 5 букв не збігається зі словом «банан», дорівнює:
{\displaystyle P=\left(1-{\frac {1}{50^{5}}}\right)^{n}}.
При збільшенні n, як видно з формули, P зменшується.
| Число блоків тексту n               | Імовірність ненаписання слова "банан" P |
| ----------------------------------- | --------------------------------------- |
| 1 000 000                           | 99,99%                                  |
| 100 000 000                         | 73%                                     |
| 1 000 000                           | 4%                                      |
| {\displaystyle \rightarrow \infty } | {\displaystyle \rightarrow 0}           |

Подібна формула застосовується для будь-якого іншого рядка символів скінченної довжини. Це показує, чому серед нескінченно великої кількості мавп знайдеться така, що точно відтворить текст будь-якої складності (наприклад, «Гамлета»). У розглянутому прикладі у випадку, якщо в експерименті бере участь мільярд мавп, імовірність того, що жодна з них випадковим чином натиснувши на п'ять клавіш друкарської машинки не набере слово «банан» дорівнює 4 %. У тому випадку, коли кількість мавп n прямує до нескінченності, значення P (імовірність того, що жодна з n мавп не змогла відтворити даний текст) прямує до нуля. Якщо замінити слово «банан» на текст «Гамлета», показник степеня збільшиться з 5 до числа символів у цьому тексті, але суть від цього не зміниться.
З наведеного доведення й походять різні формулювання теореми: «імовірність того, що нескінченна кількість мавп надрукують будь-який даний текст із першої спроби, дорівнює 1» чи «мавпа-друкарка, працюючи нескінченно довго, рано чи пізно надрукує кожен наперед заданий текст скінченної довжини (наприклад, текст цієї статті)». При доведенні не було враховано, що слово «банан» може бути надруковане і між блоками випадково набраного тексту, але, як легко бачити, це не позначається на його коректності, оскільки тут ми маємо справу з нескінченно великими величинами. Через це ж можна стверджувати, крім всього іншого, що за нескінченно великий проміжок часу абстрактна мавпа не просто надрукує повне зібрання творів Шекспіра, але й зробить це нескінченне число разів.

### Реальна ймовірність
Ігноруючи розділові знаки, пробіли і розходження між великими і малими літерами, у мавп, які випадковим чином вдаряють по клавішах англійської друкувальної машинки, і що намагаються набрати оригінальний текст Гамлета, мається в розпорядженні 26 англійських букв. Імовірність набрати вірно перші дві букви тексту дорівнює 1/676 = 1/26•1/26. Оскільки імовірність падає експоненціально, шанс вірно набрати перші 20 букв тексту випаде один раз з 2620 = 19 928 148 895 209 409 152 340 197 376 (близько 2•1028). Імовірність же випадкового набору всього тексту з першого разу астрономічно мала. Текст Гамлета містить приблизно 130 000 букв. Відповідно, вона дорівнює 1/3,4•10183 946.
Підраховано, що навіть у тому випадку, якщо вся доступна для огляду частина Всесвіту була б заповнена мавпами, що друкують протягом усього часу її існування, імовірність набору ними одного-єдиного екземпляра книги складає проте лише величину 1/10183.800. За словами Киттела і Кремера «ця імовірність у будь-якому практичному змісті дорівнює нулю». Однак, твердження теореми про те, що така подія можлива у випадку нескінченного числа мавп, «дає ілюзію, що воно відбудеться, якщо за друкарські машинки посадити дуже багато мавп». Ця фраза з книги авторів про термодинаміку, статистичні основи які вперше привернули увагу широкого кола людей до змісту даної теореми.
Проте існує думка, що подібна ситуація вже могла реалізуватися в природі, причому нескінченне число раз. Розглядаючи абстрактну ситуацію, що могла б реалізуватися в ньютонівській моделі Всесвіту, де нескінченність ототожнюється з безмежністю, а час розглядається як нескінченно протяжне, автори затверджують, що в такому необмеженому обсязі виникає можливість для реалізації абсолютно усього, що тільки може бути реалізовано, може відбутися будь-яка подія, і не один раз, а нескінченне число раз:

Інші форми життя могли б дублювати нашу, як і будь-які інші, знову і знову у всіляких варіантах, причому кожна окрема можливість повторювалася б незліченне число раз. Існували б усілякі версії того, що ви зараз читаєте, на всіх людських (і не людських) мовах, і кожна можливість реалізувалася б не в одному місці чи декількох місцях, а в нескінченному числі місць.

## Історія

### Статистична механіка
Одна з форм, у якій теорія ймовірностей зараз знає цю теорему, з'явилася в статті Эміля Бореля "Статистична механіка і незворотність і в його книзі «Випадок» у 1914 р. Його «мавпи» розглядалися як абстрактні генератори випадкових послідовностей букв. Борель указував на те, що навіть якщо мільйон мавп будуть друкувати десять годин у день, украй малоймовірно, що вони надрукують текст, що цілком збігається за змістом з усіма книгами всіх бібліотек світу. І все-таки, імовірність настання цієї події більша, ніж імовірність того, що закони статистичної механіки порушаться навіть незначно.
Фізик Артур Еддінгтон проілюстрував цю ідею більш наочно. У книзі «Природа фізичного світу» (1928) він писав:

Якщо я дозволю своїм пальцям просто блукати клавішами друкарської машинки, може статися, що в мене вийде надруковане яке-небудь осмислене речення. Якщо армія мавп буде бити по клавішах друкарських машинок, вони можуть надрукувати всі книги Британського музею. Шанс, що вони зроблять це, виразно більший, ніж імовірність того, що всі молекули зберуться в одній половині посудини 

### Ненаукове походження
У романі Джонатана Свіфта «Мандри Гуллівера» описується винахідник, член «Академії прожектерів» у Лагадо, що побудував машину, що видає випадкові сполучення всіх існуючих слів. Осмислені речення записувалися, щоб згодом бути включеними в «повний компендій усіх наук і мистецтв».
У своєму есе Борхес приводить аргументи Блеза Паскаля і Джонатана Свіфта. За його словами до 1939 року зміст теореми подається у вигляді такої ідіоми: «Півдюжини мавп із друкарськими машинками за невелику кількість вічностей надрукують усі книги Британського музею». Борхес від себе додав, що, «щиро кажучи, однієї безсмертної мавпи було б досить». Свою концепцію автор переніс в одне з коротких оповідань «Вавилонська бібліотека», дуже популярне у свій час серед читачів. У ньому він описав неймовірно об'ємну бібліотеку, що складається із шестикутних залів, у яких зберігаються книги з усілякими випадковими сполученнями букв алфавіту і деяких розділових знаків:

… бібліотека всеосяжна. На її полицях можна знайти все: найдокладнішу історію майбутнього, автобіографії архангелів, правильний каталог Бібліотеки, тисячі і тисячі фальшивих каталогів, доказ фальшивості правильного каталогу, гностичне Євангеліє Василида, коментар до цього Євангелія, коментар до коментарю цього Євангелія, правдива розповідь про твою власну смерть, переклад кожної книги на всі мови… Тисячі прагнучих залишили рідні шестигранники і кинулися нагору сходами, гнані даремним бажанням знайти своє виправдання… Дійсно, Виправдання існують (мені довелось побачити два, що стосувалися людей майбутнього, можливо не вигаданих), але ті, хто пустився на пошуки, забули, що для людини імовірність знайти своє Виправдання чи якийсь його перекручений варіант дорівнює нулю.

## У масовій культурі
Теорема про нескінченних мавп і її клони, що вважаються популярною ілюстрацією математичної імовірності, широко відомі більшості людей частіше з популярної культури, ніж з уроків математики. Ця теорема у трохи відмінному формулюванні використовується як жарт у романі «Автостопом по галактиці» англійського письменника Дугласа Адамса.
Теорема вперше була популяризована астрономом Артуром Стенлі Еддінгтоном. Вона стала частиною ідіоматичних висловлювань завдяки науково-фантастичній розповіді «Непохитна логіка» (Inflexible Logic) Рассела Мелоні (Russell Maloney), де мавпи усупереч усім законам теорії імовірності безпомилково друкували одну книгу за іншою. Також вона згадувалася в «Автостопом по галактиці» Дугласа Адамса:
 — Форд! — виговорив він, — там, зовні, нескінченно багато мавп
 І вони хочуть обговорити з нами «Гамлета», що у них вийшов.